# San Marcos (Carazo)
Pour l’article homonyme, voir San Marcos.
San Marcos est une ville du département de Carazo, au Nicaragua.